# Henry Brougham Guppy

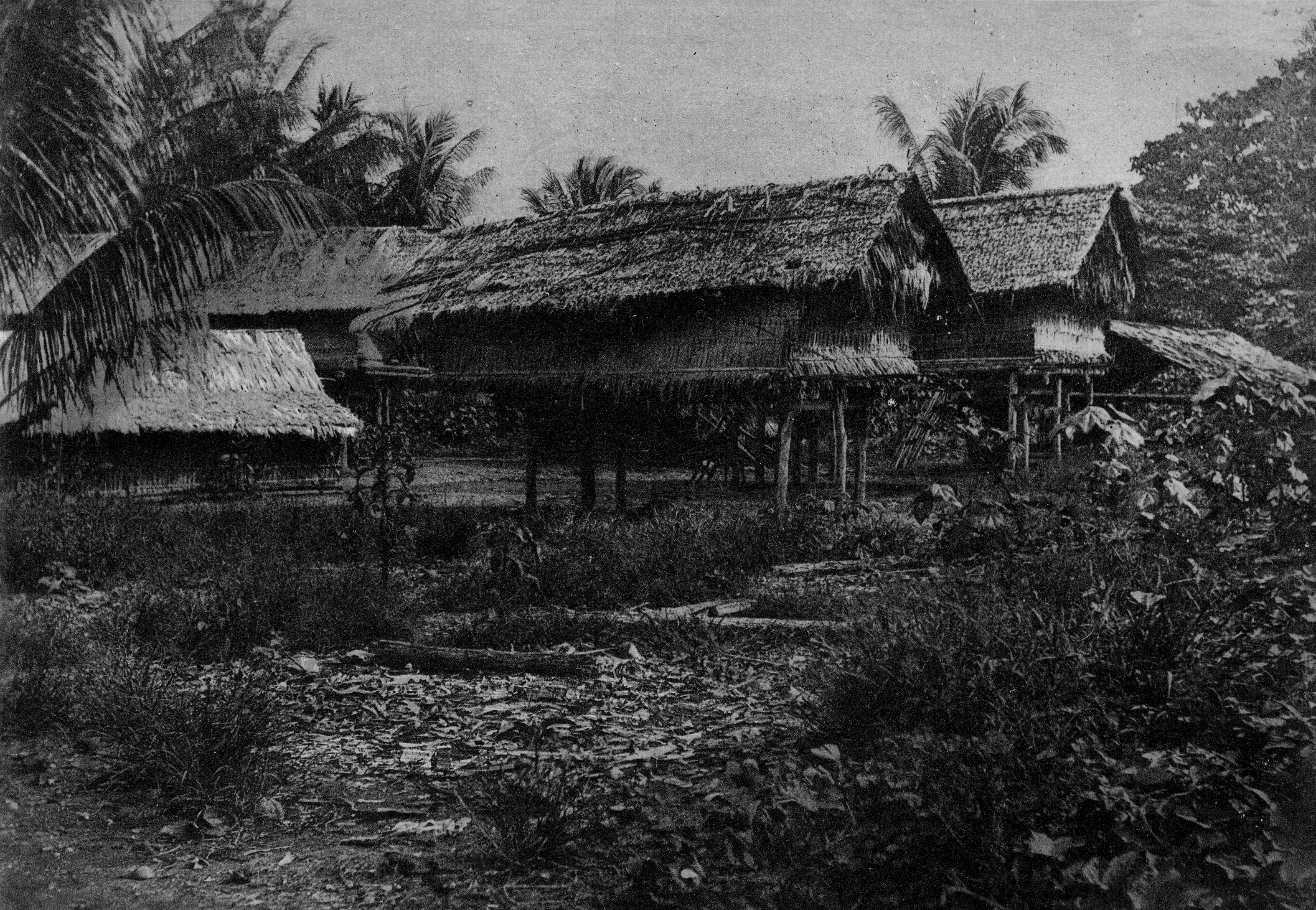
Palafitas na ilha Fauro (fotografada por Guppy).

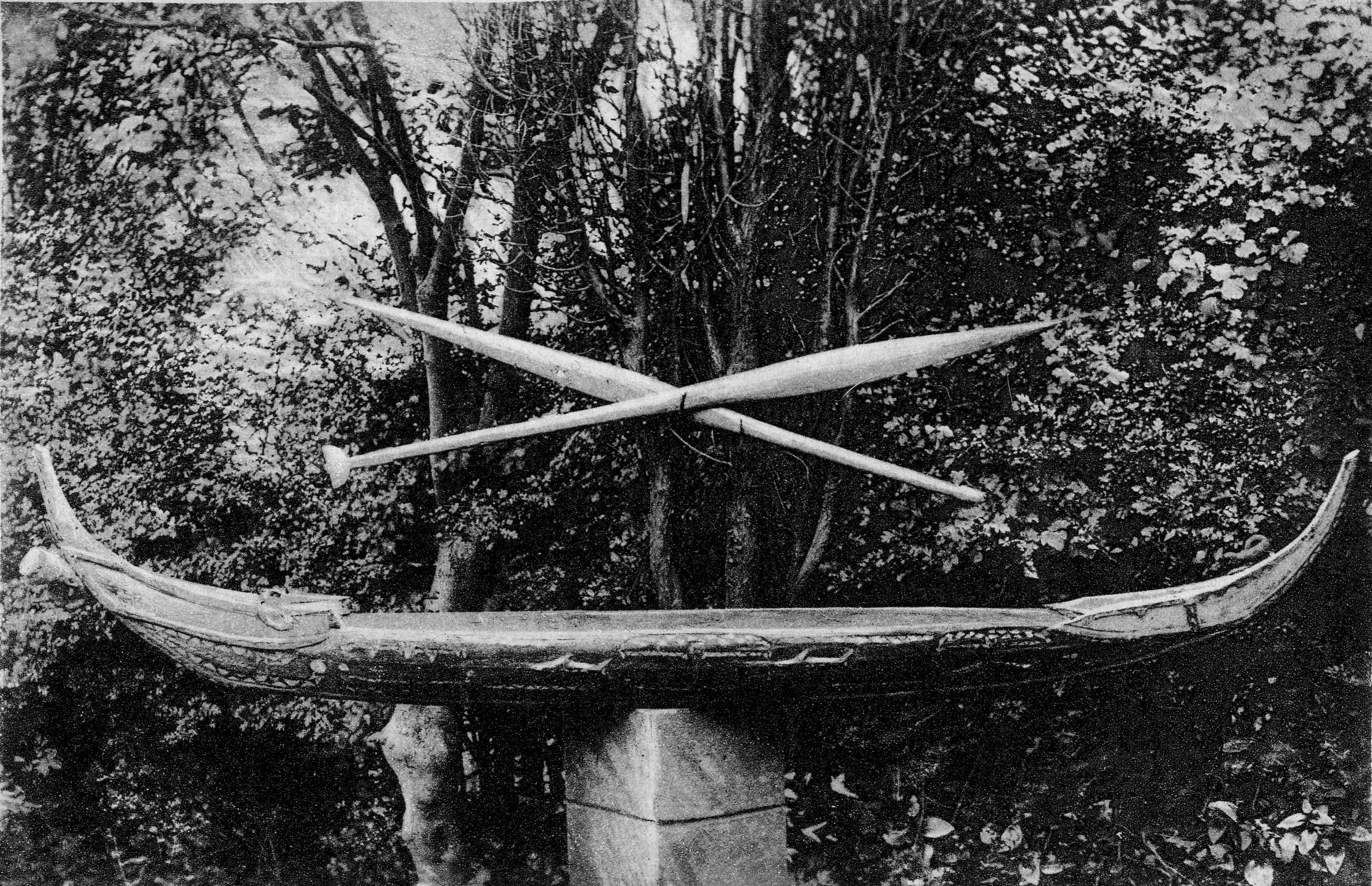
Canoa de St. Christobal (fotografada por Guppy).

Henry Brougham Guppy  (Falmouth, 23 de dezembro de 1854 — Martinica, 23 de abril de 1926) foi um cirurgião que se destacou como fotógrafo, naturalista e botânico, notabilizando-se no campo da biogeografia insular e no estudo da dispersão de sementes por ação das correntes oceânicas. Foi o recipiente da Linnean Medal em 1917.

## Biografia
Henry B. Guppy nasceu em Falmouth, Cornualha, na costa da Inglaterra, filho do Dr. Thomas Stokes Guppy (1812–1893), um médico local, e de sua esposa Charlotte Ann Brougham (1826–1894). Foi educado na Sherborne School, e estudou medicina no Queen's College de Birmingham e depois na Universidade de Edinburgh, na qual obteve o grau de médico-cirurgião (MB CM).
Trabalhou como cirurgião naval na Royal Navy de 1876 a 1885. Nesse período serviu na guarnição do HMS Hornet no Mar do Sul da China e do HMS Lark, um navio hidrográfico em operação no Pacífico Ocidental, especialmente nas ilhas Salomão. Também passou um largo período em terra no ano de 1878 na Coreia.
Em 1888 foi eleito fellow da Royal Society of Edinburgh, tendo como proponentes Sir William Turner, Hugh Robert Mill e Alexander Buchan. Foi eleito fellow da Royal Society of London em 1918.
Tendo terminado o seu serviço na Royal Navy, em 1896 retornou ao Pacífico para iniciar uma extensa campanha de pesquisa geológica e botânica. Realizou investigações nos recifes de coral das ilhas Keeling e trabalhou em Java, na Hawaii e nas Fiji, apenas regressando à Grã-Bretanha em 1899. Após o seu regresso, despendeu vários anos a analisar as suas descobertas e a escrever sobre elas. Terminados esses trabalhos, de 1906 a 1914 fez estudos nas Índias Ocidentais e nos Açores. A Primeira Guerra Mundial reduziu as possibilidades de viagens, mas terminada a guerra realizou mais viagens no Pacífico em 1919.
Faleceu de doença cardíaca súbita em viagem entre o Tahiti e a Grã-Bretanha a bordo do SS El Kantara quando o navio estava fundeado em Fort-de-France, na Martinica.
Casou em 1887 com Mary Annie Jordan (n. 1854) (enquanto ainda na Royal Navy) e depois, em 1900, com Letitia Warde, de Yalding (Kent).
Henry Brougham Guppy é lembrado nos nomes científicos de duas espécies de répteis: o geco Lepidodactylus guppyi, um endemismo das ilhas Salomão, e uma serpente, Uropeltis broughami, um endemismo do sul da Índia.

## Obras
Entre muitas outras, Henry B. Guppy é autor das seguintes obras:
- 1879: Henry Good Guppy: His Life and Death at Erzeroum. London: Virtue & Co (ver Batalha de Erzurum (1877) e Crescente Vermelho Turco.)
- 1887: The Solomon Islands and Their Natives. London: Swan Sonnenschein, Lowrey & Co
- 1887: The Solomon Islands: Their Geology, General Features, and Suitability for Colonization. London: Swan Sonnenschein, Lowrey & Co
- 1890: Homes of Family Names in Great Britain. London: Harrison and Sons. lxv, 601 p.
- 1903: Observations of a Naturalist in the Pacific between 1896 and 1899. 2 vols. London: Macmillan, 1903–1906. v. 1. Vanua Levu, Fiji, a description of its leading physical and geological characters[9]—v. 2. Plant-dispersal.[10]
- 1906: Plant Dispersal
- 1912: Studies in Seeds and Fruits
- 1917: Plants, Seeds and Currents in the West Indies and Azores

- Studies in seeds and fruits, an investigation with the balance
- Plants, seeds, and currents in the West Indies and Azores; the results of investigations carried out in those regions between 1906 and 1914, by H. B. Guppy

## Links
- Obras de Henry Brougham Guppy (em inglês) no Projeto Gutenberg
- Obras de ou sobre Henry Brougham Guppy no Internet Archive
- Chrono-Biographical Sketch: Henry B. Guppy at www.wku.edu